# 亚历山大·尼古拉耶维奇·奥斯特洛夫斯基
亚历山大·尼古拉耶维奇·奥斯特洛夫斯基（俄语：Александр Николаевич Островский；1823年4月12日［儒略曆3月31日］－1886年6月14日［儒略曆6月2日］），俄国剧作家，俄国现代剧院的创建者。以《智者千虑必有一失》、《大雷雨》和《没有陪嫁的新娘》著名。

## 早年
亚历山大·奥斯特洛夫斯基出生于一个富裕家庭，父亲是一名律师。他自幼受到较好的私人教育。八岁时母亲去世，十三岁时父亲和一位贵族女子结婚，继母对奥斯特洛夫斯基也十分爱护。1840年奥斯特洛夫斯基从文科中学毕业，进入莫斯科大学法律系就读，其间他对戏剧艺术产生了浓厚兴趣，于1843年退学。在父亲的要求下，他先到道德法庭和商业法庭担任文书，接触到了形形色色的案件，了解了人情冷暖世态炎凉。

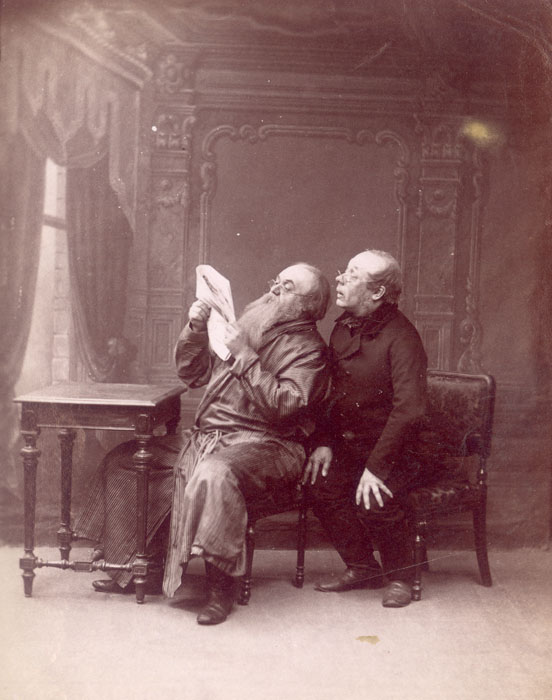
1892年《自家人好算账》一剧的演出

1848年奥斯特洛夫斯基写了《自家人好算账》（初名《破产》），1850年发表。描写一个狡猾的富商为了赖账把财产转移到管家名下，然后宣布破产。管家趁机娶了富商的女儿，占有了富商的全部财产，富商则因无力还债入狱，被判流放苦役，他的女儿女婿却不肯出钱赎出他来。剧本得到了果戈理和冈察洛夫的赞扬，却引起了富商团体的反感，他们要求禁演此戏，奥斯特洛夫斯基因此被开除公职，处于警察的监视之中。
受到监视的奥斯特洛夫斯基的写作转向了反映宗教和伦理的净化作用的剧本，发表了《各守本分》《贫非罪》等剧本。随即受到了车尔尼雪夫斯基的批评，认为他应该描写真实的生活。1856年奥斯特洛夫斯基参加了伏尔加河沿岸文学考察活动，他饱览了沿岸的美丽风光，也目睹了现实生活中的种种黑暗。1859年发表了两卷的随笔集，著名评论家尼古拉·杜勃羅留波夫为此写了评论《黑暗的王国》。

## 戏剧创作高峰期

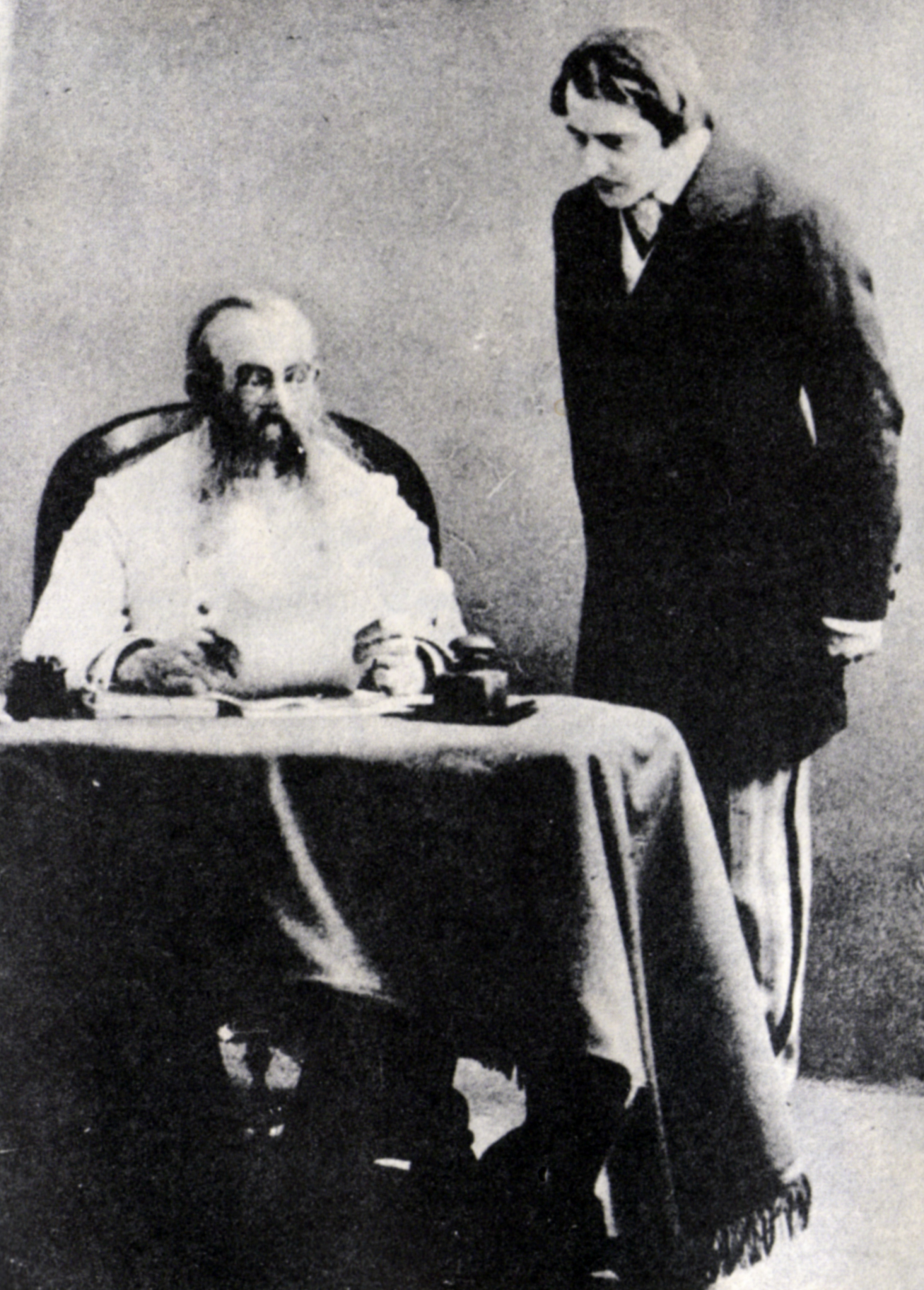
1910年斯坦尼斯拉夫斯基主演奥斯特洛夫斯基的喜剧《智者千虑，必有一失》

1859年11月他的代表作，五幕正剧《大雷雨》上演，这是一部伏尔加河畔的爱情悲剧。纯洁、美丽的卡杰林娜嫁给了平庸无能的奇虹。她的婆婆十分专横，卡杰林娜不甘心屈辱地生活着，偷偷爱上了青年鲍利斯，鲍利斯却在关键时刻怯懦地离开了她。卡杰林娜在大雷雨中跳进了伏尔加河，以死进行最后的抗争。杜勃罗留波夫将该剧称之为“黑暗王国中的一线光明”。也因此受到保守势力的攻击。奥斯特洛夫斯基不得不暂时放下社会题材戏剧的创作，改写历史剧，发表了《柯兹玛‧扎哈维奇‧米宁苏霍鲁克》描写库兹马·米宁解放莫斯科。1863年奥斯特洛夫斯基被选为圣彼得堡科学院通讯院士。
1868年他的名剧《智者千虑，必有一失》首演。聪明过人的格鲁莫夫看透了世间的虚伪和欺骗，希望通过阿谀奉承和各种手段挤进上流社会。他成功取得了自己的舅舅和自命“智者”，实际上十分顽固保守的克鲁季茨基将军的信任，但最终因“智者千虑必有一失”而失败。1871年他发表了《森林》讽刺地主阶级的无耻。1879年《没有陪嫁的新娘》发表描写了一个追求爱情，同时又因为虚荣而毁了自己的悲剧角色。

## 社会活动
除了自己写剧本以外，奥斯特洛夫斯基积极组织戏剧界的活动。1865年他发起了莫斯科演员联合会。从1866年1月起，他主持俄罗斯小剧院。在之后的二十年内使之成为很多进步剧目首演的舞台。1870年他建立了俄罗斯戏剧艺术和歌剧作家联合会，创办了演员训练班，培养出了一大批著名戏剧演员。1881年亚历山大三世继位，奥斯特洛夫斯基的兄弟担任沙皇的私人秘书。奥斯特洛夫斯基也得以得到沙皇的关照，每年有3000卢布的年金。1886年他被任命为所有莫斯科皇家剧院的艺术总管理人，但他当时已经重病在身，无力推广他的戏剧改革。去世时正在翻译莎士比亚的《安东尼和克娄巴特拉》

## 主要剧作列表
- 自家人好算账（1850）
- 大雷雨（1859）
- 热闹地方（1865）
- 智者千虑，必有一失（1868）
- 森林（1870）
- 没有陪嫁的新娘（1878）